# Marcus Pomponius (legatus)
Marcus Pomponius was een van de legati van Gnaius Pompeius Magnus maior in de oorlog tegen de piraten van 67 v.Chr. Aan hem vertrouwde Pompeius de supervisie toe over de golven die het zuiden van Gallië en Ligurië overspoelden (Appianus, Aithr. 95.).

## Referentie
- W. Smith, art. Pomponius (11), in W. Smith (ed), A dictionary of Greek and Roman biography and mytholog, Londen, 1873, p. 494.